# سالومه (فیلم ۱۹۵۳)
سالومه (انگلیسی: Salome) فیلمی به کارگردانی ویلیام دیترله است که در سال ۱۹۵۳ منتشر شد.

## بازیگران
- ریتا هیورث
- استوارت گرانجر
- چارلز لوتن
- جودیت اندرسون
- سدریک هاردویک
- موریس شوارتز
- میکی سیمپسون